# 魚津市総合体育館
魚津市総合体育館（うおづしそうごうたいいくかん、UOZU CITY GENERAL GYMNASIUM AND SWIMMING POOL）は、富山県魚津市本江（ほんごう）にある、プール施設を併設する総合スポーツ施設である。吉田グラウンドは1964年（昭和39年）9月、体育施設は1975年（昭和50年）7月30日、プール施設は1979年（昭和54年）3月30日に完成し、1995年（平成7年）12月3日に改修された。また同敷地内には魚津市営弓道場が隣接している。
2006年（平成18年）より、魚津市体育協会が指定管理者となっていた。
市の公共施設再編に伴い、2021年（令和3年）3月31日の市体育協会との指定管理委託の終了に合わせて廃止されることになった（当初は吉田グラウンドも同時に廃止される予定であったが、温水プール、弓道場とともに存続されることになった）。
体育施設の機能はありそドームと市内の公立学校の体育施設で代替使用して対応する。プール施設は当初2021年度に新設を予定していた温水プールへ移転する予定であったが、市の財政難のため整備が遅れたため、2021年度以降も市内の各小学校のプール授業で現在の施設を使用するするなど供用を継続しながら、新たな室内プールを2025年4月の開館に向けて整備することになった（最終的には後述の通り同年7月末まで延長）。
総合体育館の廃止後は、新型コロナウイルスワクチンの集団接種会場として使用されている。

## 主な施設
出典→

### 体育施設棟
1974年7月28日着工、1975年7月30日竣工。葦建設設計事務所の設計で、共同建設により施工された。鉄筋コンクリート造り（屋根部鉄骨造り）2階建て一部3階建てで、建築面積2,850.5m2、延床面積4,102.9m2。総事業費は4億5,316万円。
2021年3月31日を以て廃止。
1階
- ホール・ロビー
- 大体育館
  - 床面積: 1,435.7m2（42m×34m、フットサル 1面、バスケットボール・バレーボール・テニス 2面、バドミントン 8面 等）
  - 観客席（2階）
  - ランニングコース: 1周 約150m（2階）
- 中体育館
  - 床面積: 457.05m2（42m×34m、バレーボール 1面、バドミントン 2面、卓球台 14台 等）
- 更衣室（シャワー室あり）
- 指導員室
- 器具庫
- 会議室

2階
- ロビー
- 小体育館
  - 床面積: 355.88m2
- トレーニング室

など

### 屋内プール棟
1978年9月22日着工、1979年3月30日竣工。葦建設設計事務所の設計で、共同建設、ユウホー設備、柿本商会により施工された。鉄筋コンクリート造り（屋根部鉄骨造り）平屋建て一部2階建てで、建築面積2,064.0m2、延床面積2,151.3m2。総事業費は3億2,353万円。
2021年4月以降も存続していたが、とびUO!プールオープンを控え、2025年7月31日を以て営業終了となった（7月27日から7月31日まで無料開放し、31日にさよならセレモニーを実施する）。なお、当初は2024年度末での廃止を予定していたが、とびUO!プールの工期が延長されたため、利用期間が延長されることになった。
- 25m温水プール（25m×15m）
  - 1コース幅 2.0m、7コース
- 温水幼児プール（15m×15m）
- 採暖室
- 更衣室
- 指導員室

など

### 吉田グラウンド
1954年、YKK創業者の吉田忠雄（魚津市出身）が市民のスポーツ振興のために総合グラウンド新設費として1,000万円を魚津市に寄付した。その後、魚津大火で工事着手が遅れたが、1960年9月、いくつかの候補地の中から本江地内の八千谷に決定し、敷地3万m2を買収して金沢駐屯の陸上自衛隊員20人により整地工事が進められた。1961年7月7日に着工し、予定より1ヵ月早いわずか2か月で完成。同年9月16日、魚津市立本江小学校で完成式が挙行された。
最終的には1964年9月初めに全工事が竣工、同年9月6日にグラウンド開きが行われた。
1991年に魚津桃山運動公園陸上競技場が完成するまでは各種大会に使用され、現在も小・中・高校生をはじめ市民のランニング練習場として利用されている。
2021年4月以降も存続。
施設概要
- 1周300m（7コース）
- 直線140m（8コース）
- ダッグ・アウト（役員室、器具室、脱衣室、トイレ、シャワー）
- 土盛スタンド（3,000人収容）
- 走り幅跳び、三段跳び、投てき、棒高跳び設備あり

### 弓道場
2021年4月以降も存続。